# Agramonte (apellido)
Para otros usos ver desambiguación Agramonte
Agramonte es un apellido que probablemente deriva del más antiguo Agramont o Agramunt. 
Este Agramont es un apellido toponímico de la zona de Navarra 
y tiene por origen la palabra agramontés o agramonteses, con que se designó a un linaje de Navarra (SXII) y que se transformó en Agramonte al pasar a Aragón, donde está documentado en el siglo XIV. En Cataluña se conserva el topónimo Agramunt, municipio de Lérida. Esta forma conservada en Cataluña pudo también ser otro origen del Agramonte de Castilla y Aragón.

## Escudo del apellido
- Armas: Su escudo, de oro, un león rampante de azur. (Imagen 1)

- En otras fuentes configurado del mismo modo, escudo de oro y león de gules se le añade la banda inferior con el texto “Agramonte”. (Imagen 2)

- También se recoge en otra documentación[2] un escudo totalmente diferente:

En gules, un ave marina, de plata, andante, sobre ondas de azur y plata, y cebada de un pez de azur (Imagen 3)
|  |
|  |

|  |
|  |

|  |
|  |

## Linajes
Los Agramonteses fueron los partidarios del antiguo bando nobiliario de los Agramont. Este linaje aparece por primera vez a comienzos del siglo XII con Sancho VII el Fuerte de Navarra. 
Don Carlos II concedió por primera vez el título de Conde de Agramonte de Valdecabriel   (provincia de Teruel)  , el 12 de agosto de 1690.